# 의붓 어미 2
《의붓 어미 2》(타밀어: சித்தி 2, 영어: Stepmother)는 2020년 1월 27일부터일부터 방송중 인 Sun TV 타밀어 텔레비전 드라마.. 시청자들의 많은 요청으로, 의붓 어미 편으로 20년만에 기획ㆍ방영하였다.